# Rechtsgeltung
Rechtsgeltung ist ein Begriff aus der Rechtsphilosophie, der die Frage nach der Gültigkeit von Gesetzen aufwirft. Praktische Bedeutung erlangte das Problem der Rechtsgeltung bei den „Schandgesetzen“ der NS-Diktatur und bei den sogenannten Mauerschützenprozessen.

## Wirksamkeit und Legitimität des Rechts
Komponenten der Rechtsgeltung sind die Rechtswirksamkeit, d. h. die Anwendungs- und Durchsetzungschance von generellen Geboten und konkreten Pflichten, und ihre Legitimität (Rechtfertigung, normative Begründung): Gebote ohne Durchsetzungschance sind nicht (mehr) „in Kraft“. Gebote ohne Legitimation (etwa in der Lagerordnung eines Konzentrationslagers) begründen nur ein bedingtes Müssen. Macht allein kann also zwar Gehorsam erzwingen, sie vermag aber keine Pflicht, d. h. keinen Geltungsanspruch zu begründen: „Ebensowenig wie […] ein wertloses Papier dadurch Geltung erlangt, dass jemand es mit der Pistole in der Hand einem anderen als Zahlungsmittel aufnötigt, gewinnt ein Imperativ demjenigen gegenüber Geltung, der sich ihm zähneknirschend zu unterwerfen gezwungen ist […].“
Auf keine der genannten zwei Komponenten der Rechtsgeltung kann man sich auf Dauer verlassen, weil das Recht in das tätige Leben eingebunden (law in action) ist. Die Brüchigkeit der Anwendungs- und Durchsetzungschancen rechtlicher Normen zeigt sich in allen Revolutionen. Diese vollziehen sich dadurch, dass grundlegende Normen, die das Leben einer politischen Gemeinschaft bisher bestimmt haben, faktisch ihre Motivationskraft und damit ihre Anwendungs- und Durchsetzungschancen verlieren und andere Normen diese gewinnen. Wie rasch sich nicht nur die Wirksamkeit, sondern – selbst innerhalb eines Staates – auch die Legitimität von Rechtsnormen wandeln kann, wird z. B. daran sichtbar, dass im Jahr 1957 das deutsche Bundesverfassungsgericht der Ansicht war, die (damals strafbare) Homosexualität unter Männern verstoße gegen das Sittengesetz (BVerfGE 6, 434 ff.), während im Jahr 2001 das einst strafbedrohte Verhalten durch das Lebenspartnerschaftsgesetz unter rechtlichen Schutz gestellt wurde.
Nach Kant beruht die Legitimität des Rechts auf der wechselseitigen Begrenzung der Freiheiten aller nach allgemeinen Gesetzen: „Das Recht ist also der Inbegriff der Bedingungen, unter denen die Willkür des einen mit der Willkür des anderen nach einem allgemeinen Gesetze der Freiheit zusammen vereinigt werden kann.“ Geht man ferner mit Kant davon aus, dass das gewissenhafte Urteil des Einzelnen die letztzugängliche Grundlage moralischer Einsicht und damit auch der Gerechtigkeitseinsicht ist, „so heißt das auch, daß jeder eine dem anderen gleich zu achtende moralische Instanz ist. Für den Bereich des Staates und des Rechts führt diese Vorstellung von der gleichberechtigten moralischen Kompetenz aller zu dem demokratischen Anspruch, daß alle Bürger in einem freien Wettbewerb der Überzeugungen auch über die Fragen des Rechts und der Gerechtigkeit mitzubestimmen und mitzuentscheiden haben“, das Recht also einer demokratischen Legitimation bedarf, die in einer kultivierten Suche nach mehrheitlichem Konsens zu finden ist.
Der Gedanke, dass die Rechtfertigung des Rechts in seiner ordnungstiftenden Kraft liege, findet sich schon bei Sokrates, der sich der Vollstreckung des Todesurteils gegen ihn nicht durch Flucht entziehen wollte: „Meinst du, dass ein Staat bestehen kann und nicht vielmehr vernichtet wird, in dem Urteile, die gefällt werden, keine Kraft haben, sondern durch einzelne Menschen ungültig gemacht und vereitelt werden?“ Sokrates zufolge gebiete es also die Rechtssicherheit, dass auch das ihn treffende ungerechte Urteil gelten solle, weil das Recht Ordnung schaffe und ein Chaos ausbräche, wenn jeder diese Ordnung in Frage stellen könnte. Vor allem aber für Thomas Hobbes erscheint das staatliche Recht dadurch gerechtfertigt, dass es Ordnung stiftet und dem Kampf aller gegen alle ein Ende setzt. Und nach der Ansicht Gustav Radbruchs kann „die Ordnung des Zusammenlebens […] den Rechtsanschauungen der zusammenlebenden Einzelnen nicht überlassen bleiben, da diese verschiedenen Menschen möglicherweise entgegengesetzte Weisungen erteilen, muss (sie) vielmehr durch eine überindividuelle Stelle eindeutig geregelt werden.“ Doch: „Das Recht gilt nicht, weil es sich wirksam durchzusetzen vermag, sondern es gilt, wenn es sich wirksam durchzusetzen vermag, weil es nur dann Rechtssicherheit zu gewähren vermag.“
Hier liegt die wesentliche Begründung des Rechtspositivismus: Nach ihm wird die Geltung des Rechts vor allem mit der Rechtssicherheit begründet: Jede Rechtsanwendung orientiere sich am bestehenden Recht. Dieses setze eine Gesetzgebung voraus. Als normative Ordnung sei das Recht ein System von Normen. Die einzelnen Normen gelten nach der Ansicht Kelsens, wenn sie sich in einem Stufenbau der Rechtsordnung aus einer Grundnorm ableiten lassen. Die Grundnorm selbst wird dabei nicht weiter hinterfragt. Die Änderung des positiven Rechts obliege der Rechtspolitik.

## Zur Geltung ungerechter Gesetze
Für die rechtspositivistische Auffassung sind die geltenden Gesetze der einzige Maßstab für Recht und Gerechtigkeit. Sollen aber auch völlig ungerechte und womöglich sogar verbrecherische Gesetze gelten? Dies wäre die Konsequenz aus der Lehre eines strengen Rechtspositivismus, der die Geltung von Normen allein auf deren positive Setzung zurückführt.
Die obersten deutschen Bundesgerichte befürworten dagegen in ständiger Rechtsprechung eine Geltungsgrenze für gesetzliches Unrecht. Diese bestimme sich nach der Radbruchschen Formel. Nach Radbruchs Meinung ist „der Positivismus […] gar nicht in der Lage, aus eigener Kraft die Geltung von Gesetzen zu begründen“. Rechtsvorschriften ist die Geltung als Recht dieser Ansicht zufolge dann abzuerkennen, wenn sie fundamentalen Prinzipien der Rechtsstaatlichkeit sowie den elementaren Menschenrechten so evident widersprechen und in ihnen ein offensichtlicher schwerwiegender Verstoß gegen die Grundgedanken der Gerechtigkeit und der Menschlichkeit zum Ausdruck kommt, dass der Richter, der sie anwenden oder ihre Rechtsfolgen anerkennen wollte, Unrecht statt Recht sprechen würde. Solche „Rechts“-Vorschriften sind als extremes staatliches Unrecht auch nicht dadurch wirksam geworden bzw. erlangen auch nicht lediglich dadurch die Qualität als Recht, dass sie über einige Jahre hin praktiziert worden sind oder dass sich seinerzeit die Betroffenen mit den Maßnahmen im Einzelfall abgefunden haben. Denn einmal gesetztes extremes staatliches Unrecht, das offenbar gegen konstituierende Grundsätze des Rechts verstößt und das sich nur solange behaupten kann, wie der dafür verantwortliche Träger der Staatsmacht faktisch besteht, wird nicht dadurch zu Recht, dass es angewendet und befolgt wird.
Nach anderer Ansicht ist zunächst genau zu bezeichnen, was man unter Rechtsgeltung und „geltendem“ Recht versteht – nur die Wirksamkeit oder zugleich die Legitimität rechtlicher Normen: „Meinen wir damit Normen, die eine verläßliche Chance haben, in einem staatlich organisierten Erzwingungsverfahren durchgesetzt zu werden, dann ist kein Zweifel, daß die ungerechten Gesetze in einem Unrechtsstaat geltendes Recht in diesem Sinne sind. Meinen wir aber Normen, die nach unserem Gerechtigkeitssinn nicht als Recht angewendet werden sollten, dann müssen wir zur Kenntnis nehmen, daß die Wirksamkeit der in einem Unrechtsstaat angewandten ungerechten Gesetze sich auf diese Weise nicht wegdefinieren läßt. Auch wenn Außenstehende diese Gesetze nicht als ‚Recht‘ bezeichnen, bleibt deren Wirksamkeit bestehen. Die Ungültigkeit des ungerechten Gesetzes […] muß bewirkt, oft unter hohem Einsatz errungen werden; den ungerechten Normen muß die Anwendungs- und Durchsetzungschance genommen werden. Doch unter der Tyrannei ist das eine lebensgefährliche Sache.“
Lässt sich aber ein Satz wie die Radbruchsche Formel schon aus einer rechtsstaatlichen Verfassung ableiten oder ist er zum Verfassungsgewohnheitsrecht geworden, dann ist er schon de lege lata ein rechtsgültiger normativer Maßstab, an dem das sonstige Recht zu messen ist.